# Belle (Die Schöne und das Biest)
Belle ist ein Lied aus dem Jahre 1991. Es wurde für den Film Die Schöne und das Biest von Alan Menken (Musik) und Howard Ashman (Text) geschrieben.

## Einsatz im Film
Im Film wird das Lied zur Vorstellung von Belle und in geringerem Maße auch von Gaston eingesetzt. Belle wird damit auf ihrem Weg zum Buchladen ins Dorf begleitet. Dabei wird sie auch von Gaston gesehen, und man erfährt, dass er ihr einen Heiratsantrag machen will. Gesungen wird das Lied von Paige O’Hara und Richard White, den Sprechern von Belle und Gaston. In der deutschsprachigen Version heißt das Lied Belles Lied: Unsere Stadt und wird gesungen von Jana Werner und Peter Edelmann.
Die Reprise zeigt Belles Grund für ihre Ablehnung von Gastons Heiratsantrag. Gesungen wird sie von Paige O’Hara. In der deutschsprachigen Version heißt sie Belle Reprise und wird gesungen von Jana Werner.

## Auszeichnungen
Belle war nominiert für den Oscar in der Kategorie Bester Song.
Der Oscar ging an das Titellied des Films, Beauty and the Beast. In einem Interview sagte der Produzent des Films, Don Hahn, dass Beauty and the Beast im Vorfeld der Abstimmungen über die Oscars von der Produktion deutlich mehr gefördert wurde. Man befürchtete, dass sich die Stimmen bei den drei nominierten Liedern (das dritte war Be Our Guest) so verteilen könnten, dass keines den Oscar bekommen würde.